# Cidariophanes perrubrescens
Cidariophanes perrubrescens är en fjärilsart som beskrevs av W. Warren 1900. Cidariophanes perrubrescens ingår i släktet Cidariophanes och familjen mätare. Inga underarter finns listade i Catalogue of Life.